# 131762 Csonka
A 131762 Csonka (2002 AD11) kisbolygó a kisbolygóövben kering. 2002. január 11-én fedezte föl Sárneczky Krisztián és Heiner Zsuzsanna a Piszkéstetői Csillagvizsgálóban. A kisbolygó a nevét Csonka János világhírű magyar gépészmérnök-feltalálóról, a hazai automobil-fejlesztés úttörőjéről kapta.

## Külső hivatkozások
- A 131762 Csonka kisbolygó a JPL Small-Body adatbázisában